# Forsvarsforliget 2005-2009
Forsvarsforliget 2005-2009 var et politisk forlig om det danske Forsvar, som indebar en del omstruktureringer.
Forliget består af en forligstekst med fire tilhørende bilag dækkende materielskitse, deployerbare kapaciteter, samtænkning af civil og militær indsats og kommissorium for arbejdsgruppe vedrørende samling af det statslige redningsberedskab og forsvaret.
Forliget blev indgået blot 45 dage efter at Søren Gade var blevet forsvarsminister.
Forberedelsen til forliget er beskrevet i TV-dokumentaren K-notatet.

## Større ændringer
- Mobiliseringsforsvaret afskaffes.[1]:2 Værnepligten reduceres - som hovedregel[a] - til fire måneder.[1]:3[b] Den indledende uddannelse i Hæren blev efterfølgende benævnt Hærens Basis Uddannelse (HBU), mens uddannelse i forlængelse af værnepligten blev kaldt Hærens Reaktionsstyrke Uddannelse (HRU).
- Hæren reduceres til to brigader.[1]:7[8]:131
- Ubådsvåbenet nedlægges.[1]:9[c]
- Jordbaseret luftforsvar nedlægges.[1]:11
- Der etableres funktionelle tjenester for personel, materiel, etablissement og regnskab.[1]:13